# Particiaco

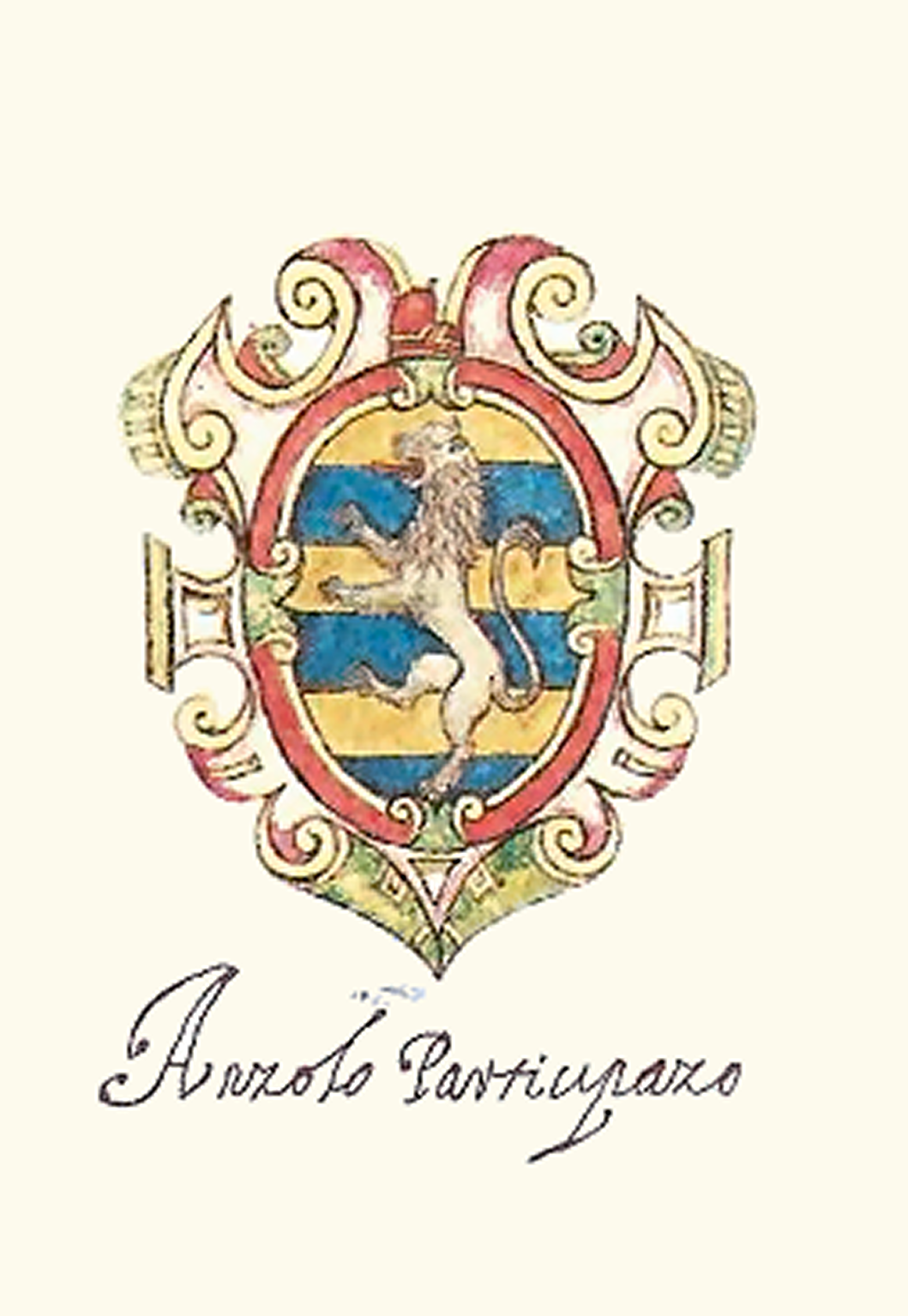
Wappen der „Participazo“ (frühes 17. Jahrhundert), hier des „Anzolo“ – beide Namensteile wurden immer neu variiert, gemeint ist Agnello Particiaco

Particiaco ist der Name einer tribunizischen venezianischen Patrizierfamilie, deren Name im Laufe der Jahrhunderte zu  Partecipazio oder Participazio abgewandelt wurde. Zu den Familienmitgliedern zählt eine Reihe  venezianischer Dogen sowie einige Patriarchen von Grado.
Die Particiaco gehörten zu den einflussreichsten Familien in der von Machtkämpfen geprägten Frühzeit der Republik Venedig. Zusammen mit den Candiano und den Orseolo war es die Familie Particiaco, die von 810 bis zur Verfassungsreform von 1172 die meisten Dogen Venedigs stellte.
Ein Seitenzweig der frühen Particiaco war einer alten Überlieferung gemäß die Familie Badoer, die seit der Verfassungsreform zu den „zwölf Noblen Häusern Venedigs“ gezählt wurde, den sogenannten Apostolischen Familien. Erstmals erwähnt wurde dieser Name mit dem Urkundenzeugen Ursus Badovarius im Jahr 900 (siehe auch: Patriziat von Venedig).

## Dogen von Venedig
1. Agnello Particiaco, † 827, der Legende nach der 10. Doge
2. Agnellus (II.) † 820, Mitdoge von Venedig
3. Giustiniano Particiaco, † 829, 11. Doge
4. Giovanni I. Particiaco, † 832, 12. Doge
5. Orso I. Particiaco, † 881, 14. Doge
6. Giovanni II. Particiaco, † 887, 15. Doge
7. Orso II. Particiaco, † 932, 18. Doge
8. Pietro Particiaco, auch Pietro Badoer, † 942, 20. Doge

## Patriarchen von Grado
1. Vettore Particiaco, Patriarch ab 877
2. Vitale Particiaco, Patriarch von 856 bis ca. 875[3]